# 陳錫聯
陳 錫聯（ちん しゃくれん、1915年1月4日 - 1999年6月10日）は中華人民共和国の軍人、政治家。野戦軍を中心に転戦を重ね、軍区司令員、重慶市長、砲兵学院院長、党要職、国務院副総理などを歴任した。最終階級は上将。

## 経歴
1915年1月4日湖北省黄岡市紅安県生まれる。かつての名前は「陳錫廉」。生地の紅安県は、中国解放軍の将軍を多数選出した地とされる。
1929年4月 中国工農紅軍に参加。1930年 中国共産主義青年団に加入。1930年8月 中国共産党党員。1933年 紅30軍88師263団営教導員、団政委。1934年 紅4軍11師副師長、師政委。1935年 紅4軍10師政委および師長、紅4軍11師政委および師長、八路軍第129師385旅769団団長。1937年 八路軍第129師769団長、副旅長。太行軍区分司令員、太行縦隊司令員。1938年4月 385旅副旅長。1938年6月 385旅旅長。1943年3月 太行軍区第3軍分区司令員。1943年8月 延安中央党校にて学習。1945年6月 129師太行縦隊政委、晋冀魯豫軍区、晋冀魯豫野戦軍第三縦隊司令員。
1948年5月 中原野戦軍第3縦隊司令員。1949年2月 二野第三兵団司令員、兵団党委副書記。1949年 解放軍第三兵団司令員、兵団党委副書記、川軍区司令員（兼任）。
1949年10月 西南局委員（兼任）。1949年12月 重慶市第一書記、重慶市長、川東軍区軍区司令員。1950年1月 重慶市政協主席。
1950年6月 西南軍政委員会委員。1950年4月 解放軍炮兵司令員、臨時党委書記、党委書記。1954年11月 解放軍総軍機械部部長。1955年－1957年 南京軍事学院戦役係にて学習。1955年 上将に任じられる。合わせて一級八一勲章、一級独立自由勲章、一級解放勲章も叙勲す。
1956年9月、中国共産党第8回党大会において党候補中央委員に選出される。
1957年 解放軍砲兵学院院長（兼任）。1959年10月 瀋陽軍区司令員、党委第二書記、第三書記、第一書記。1960年10月 東北局書記処にて書記に任じられる。1968年5月 遼寧省革委会主任。
1968年10月、第8期12全会において党中央委員に増補。
1969年4月28日、第9期1中全会において党中央政治局委員に昇格した。
1970年3月 遼寧省革委会党的核心小組組長。1971年1月 遼寧省委第一書記。
1969年4月 中共中央軍委委員。
1973年8月30日の第10期1中全会において党中央政治局委員に再選
1973年12月 北京軍区司令員、党委第一書記。1975年1月、第4期全人代第1回会議において国務院副総理に任命される。1975年2月5月、党中央委員会の決定により党中央軍事委員会常務委員に任命。
1977年8月19日、第11期1中全会において党中央政治局委員、および党中央軍事委員会常務委員に再選。
1978年3月、第5期全人代第1回会議において国務院副総理に再任。
しかし、1978年11月から12月にかけての中央拡大工作会議において「すべて派」として自己批判を余儀なくされ、首都を防衛する重要な任務を担う北京軍区司令員を更迭された。
1980年2月、第11期5中全会において辞職を願い出、党と国家の職務からはずれることとなり、4月16日に副総理を正式に解任された。
1988年7月 一級紅星功勲栄誉章を叙勲。1999年6月10日 北京にて死去。享年84。

## 著書
陈锡联 著 《陈锡联回忆录》 解放军出版社 2007年8月第二版 ISBN 978-7-5065-5418-3